# Proacidalia infraochracea
Proacidalia infraochracea är en fjärilsart som beskrevs av Barend J. Lempke 1956. Proacidalia infraochracea ingår i släktet Proacidalia och familjen praktfjärilar. Inga underarter finns listade i Catalogue of Life.